# Carausius siamensis
Carausius siamensis är en insektsart som beskrevs av Thanasinchayakul 2006. Carausius siamensis ingår i släktet Carausius och familjen Phasmatidae. Inga underarter finns listade.